# Tarantella (Lutosławski)
Tarantella is een compositie van Witold Lutosławski. Het is een lied met tekst van Hilaire Belloc (Do you remember an inn, Miranda?). De Britse bariton David Wilson-Johnson mocht op 20 mei 1990 de première verzorgen met pianist David Owen Norris tijdens een galaconcert voor liefdadigheid ter bestrijding van Aids. 